# Christen Smith
Christen Smith (født 17. oktober 1785 i Skoger ved Drammen, død 22. september 1816 på Congofloden) var en norsk botaniker.
Smith blev student 1801. Under sine Studier i København kom han i Forbindelse med Martin Vahl og J.W. Hornemann, hvilken
sidste han ledsagede 1806 på botaniske Rejser i Danmark og 1807 på en Rejse gennem det østlige Norge. S. tog med. Embedseksamen i København 1808 og var 1810—11 ansat ved
Frederiks Hospital. 1810—12 (sammen med J.Fr. Schouw) og 1813 foretog han Undersøgelser over Vegetationsforholdene i det sydlige Norges Fjelde og blev 1814 udnævnt til Prof. i »Botanik og statsoeconomiske Videnskaber« ved Kristiania Universitet. 
Han tiltrådte dog ikke denne post, men foretog en studierejse til England, Skotland og Irland. Herfra foretog han 1815 sammen med den tyske Geolog Leopold von Buch  en Undersøgelsesrejse til de kanariske Øer. Hjemkommen til England fulgte han næste forår straks med en engelsk videnskabelig ekspedition, som under Kapt. Tuckeys ledelse skulle undersøge Congofloden. Her blev han angrebet af feber og døde. 
På grund af sine rejser fik han ikke tid til selv at bearbejde synderligt af sine samlinger; dette er udført af andre, særlig har den skotske botaniker Robert Brown udgivet en større afhandling om Smiths Kongo-planter. Smith var en mand med fremragende evner, og hans tidlige død var et stort tab for norsk naturforskning. Efter hans død er udgivet »Prof. C. S.’s Dagbog paa en Rejse til Congo i Afrika« (Kria 1819) og »Prof. C. S.’s Dagbog paa Rejsen til de Canariske Øer i 1815«, ved F.C. Kiær (Kria 1889).